# You Really Got Me/It's All Right
You Really Got Me/It's All Right è il terzo singolo dei Kinks, pubblicato nel 1964.

## Tracce
1. You Really Got Me – 3:20 (Ray Davies)
2. It's All Right – 2:35 (Ray Davies)

Durata totale: 5:55